# L'Arbre enchanté

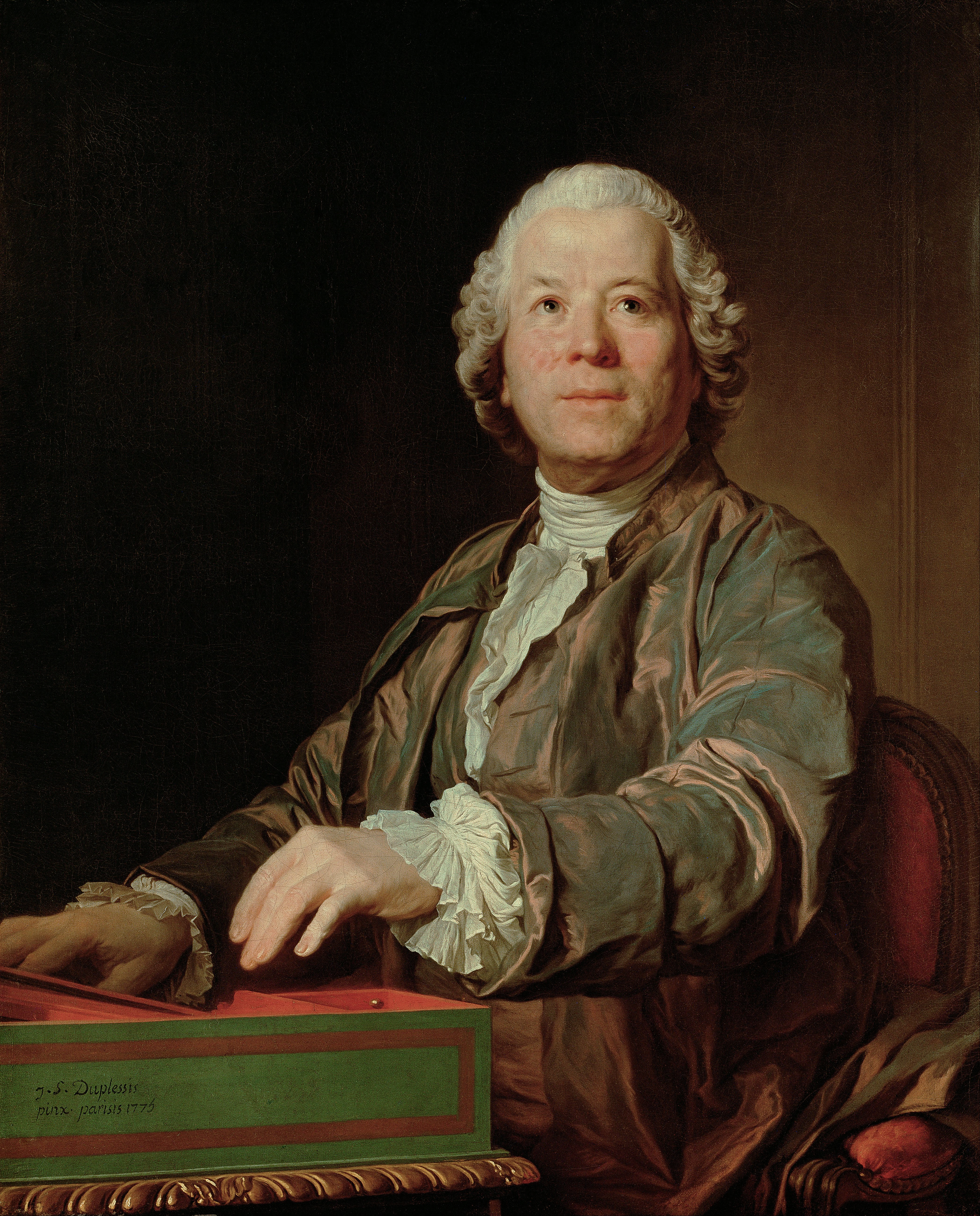
Christoph Willibald Gluck

L'arbre enchanté, ou Le tuteur dupé (Det magiska trädet, eller Den duperade läraren) är en enaktsopera (opéra comique) med musik av  Christoph Willibald Gluck till ett libretto byggt på en opéra-comique, Le poirier ("Päronträdet") från 1752 med text av Jean-Joseph Vadé. Vadés libretto byggde på en berättelse från Giovanni Boccaccios Decamerone, såsom den var redigerad av Jean de La Fontaine. Glucks opera var skriven för att fira kejsare Frans I:s namnsdag och framfördes på slottet Schönbrunn utanför Wien aftonen den 3 oktober 1759.
Gluck reviderade verket till en versifierad version av librettot av Pierre-Louis Moline, till vilken han även lade till en ariette "Pres de l'objet qui m'inflamme" att sjungas av Lubin. Sången var en parodi från av Glucks tidigare operor Le cadi dupé. Den reviderade versionen framfördes den 27 februari 1775 såsom L'Arbre enchanté på slottet i Versailles.
Handlingen varieras något i Chaucers berättelse om May och Januarie ("The Merchant's Tale"), där det istället är kärleksparet som klättrar upp i trädet.
Dagboksförfattaren Karl von Zinzendorf beskrev 1761 hur Gluck sjöng rollen som en sjuk sångare från kulissen.

## Personer
| Roller                                       | Stämma       | Premiärbesättning den 3 oktober 1759 |
| -------------------------------------------- | ------------ | ------------------------------------ |
| Claudine en ung kvinna                       | sopran       |                                      |
| Lucette, hennes syster                       | sopran       |                                      |
| Lubin, även känd som Pierot, Lucettes friare | haute-contre |                                      |
| Blaise, en fiskare                           | tenor        |                                      |
| Thomas, Lucettes lärare                      | bas          |                                      |
| M. Debonsecours                              | bas          |                                      |